# Bethnal Green
Bethnal Green es una localidad ubicada en el municipio de Tower Hamlets, en el área metropolitana de Londres, Inglaterra. Según el censo de 2011, tiene una población de 19 308 habitantes.